# Аеродром Мијако
Аеродром Мијако (јап. 宮古空港 Miyako Kūkō) се налази у граду Мијакоџима, острво Мијако, префектура Окинава, Јапан.

## Историја
Аеродром је отворен 1943. године као база Јапанске царске морнарице. Цивилни летови су почели 1956. године, а џет сервис почео је 1978. године користећи авионе Боинг 737.
Џапан ерлајнс обезбеђује нонстоп летове за Токио, (Аеродром Ханеда) преко компаније Џапан трансокеан ер.
Ол Нипон ервејс почеће нонстоп летове до Токија, (Аеродром Ханеда) у 2016. годин, користећи престанак ваздушног саобраћаја у регину Хокурику након отварања брзе пруге Хокурику Шинкансен.

## Објекти
Аеродром Мијако има троспратну аеродромску зграду са пет излаза, са четири ресторана, тржним центром и видиковцем. Аеродром има паркинг место за три средња млазних авиона.

## Авио компаније и дестинације
| Авио компанија                            | Дестинација                |
| ----------------------------------------- | -------------------------- |
| Ол Нипон ервејс                           | Наха, Ханеда, Осака-Кансај |
| Ол Нипон ервејс управља АНА вингс         | Ишигаки, Наха              |
| Џапан ерлајнс управља Џапан трансокеан ер | Наха, Ханеда               |
| Џапан ерлајнс управља Рјукју ер комутер   | Ишигаки, Наха, Тарама      |